# Typ 38 15-cm-Haubitze
Die Typ 38 15-cm-Haubitze (japanisch 三八年式十五糎榴弾砲, Sanhachi-nenshiki jūgo-senchi ryūdanhō) war eine Haubitze, die vom Kaiserlich Japanischen Heer im Ersten Weltkrieg, Zweiten Japanisch-Chinesischen Krieg und während des Pazifikkrieges von 1905 bis 1945 eingesetzt wurde. Die Bezeichnung Typ 38 deutet dabei auf das Jahr der Entwicklung, dem 38. Jahr der Herrschaft von Kaiser Meiji bzw. 1905 nach gregorianischem Kalender, hin.

## Geschichte
Die Typ 38 150-mm-Haubitze wurde, so wie das 75-mm-Feldgeschütz Typ 38, von Krupp 1905 entwickelt und der Entwurf an das japanische Kaiserreich verkauft. Dort wurde sie vom Armeearsenal Osaka in Lizenz gebaut. 
Obwohl die Typ 38 Anfang der 1930 bereits veraltet war, wurde sie bis Ende des Pazifikkrieges eingesetzt. Ab 1944 wurde die Typ 38 Haubitze auf ein Fahrgestell eines Typ 97 Chi-Ha-Panzers eingebaut; das Ergebnis war die Typ 4 Ho-Ro-Selbstfahrlafette.

## Technische Daten
- Kaliber: 149,1 mm
- Kaliberlänge: L/11
- Rohrlänge: 1,64 m
- Höhenrichtbereich: 0° bis +43°
- Seitenrichtbereich: 5°
- Geschützgewicht: 2250 kg
- Geschossgewicht: 36 kg

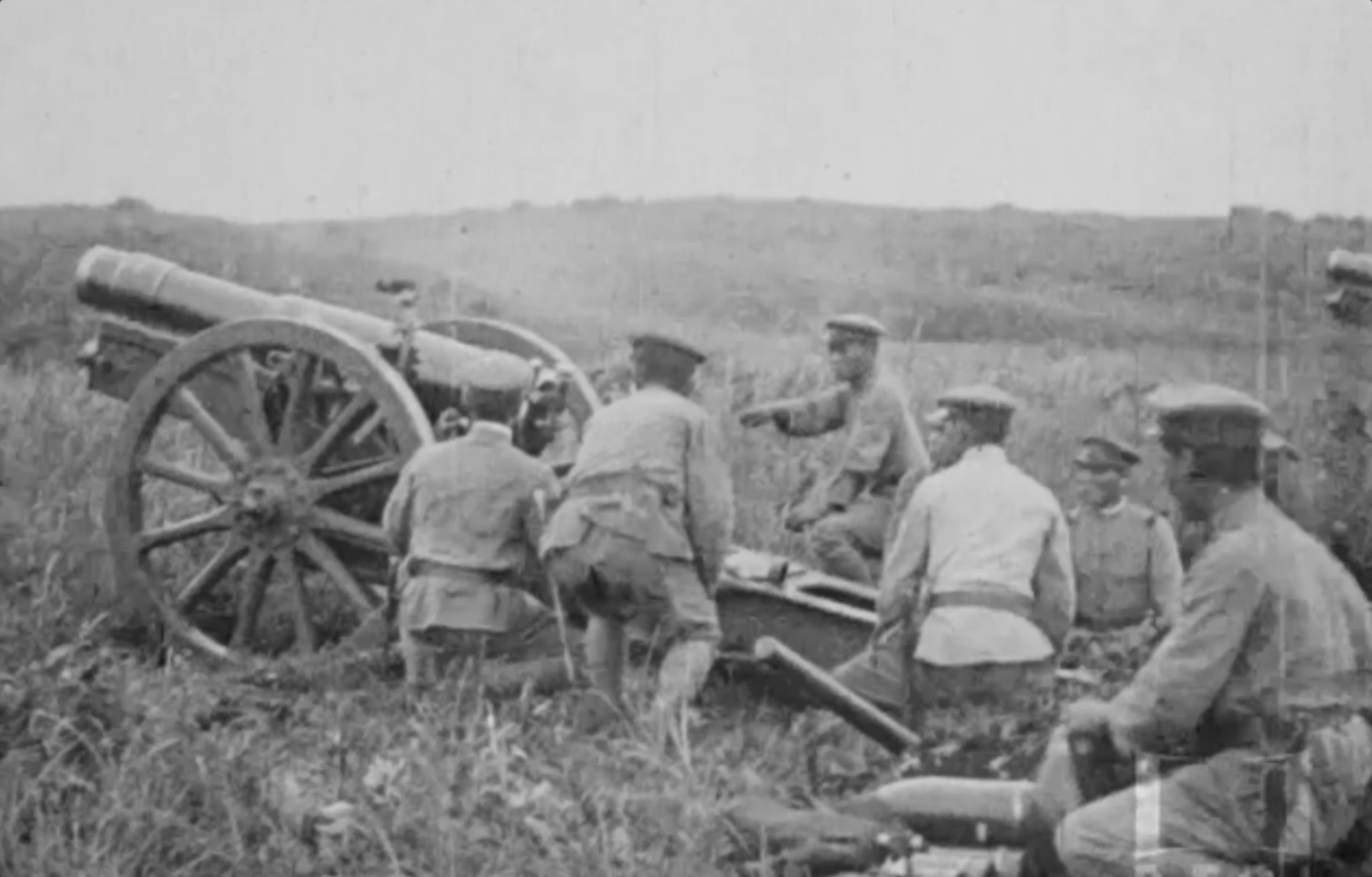
Typ 38 15-cm-Haubitze bei einer Schießübung 1922

- Mündungsgeschwindigkeit V0 = 290 m/s
- Maximale Reichweite: 5900 m